# Highland City
Highland City ist ein census-designated place (CDP) im Polk County im US-Bundesstaat Florida.  Das U.S. Census Bureau hat bei der Volkszählung 2020 eine Einwohnerzahl von 12.355 ermittelt.

## Geographie
Highland City liegt rund 5 km nördlich von Bartow sowie etwa 50 km östlich von Tampa. Der CDP wird vom U.S. Highway 98 (SR 35) durchquert.

## Demographische Daten
Laut der Volkszählung 2010 verteilten sich die damaligen 10.834 Einwohner auf 3945 Haushalte. Die Bevölkerungsdichte lag bei 5159 Einw./km². 81,0 % der Bevölkerung bezeichneten sich als Weiße, 9,5 % als Afroamerikaner, 0,4 % als Indianer und 4,2 % als Asian Americans. 2,8 % gaben die Angehörigkeit zu einer anderen Ethnie und 2,0 % zu mehreren Ethnien an. 12,7 % der Bevölkerung bestand aus Hispanics oder Latinos.
Im Jahr 2010 lebten in 42,9 % aller Haushalte Kinder unter 18 Jahren sowie 18,8 % aller Haushalte Personen mit mindestens 65 Jahren. 80,3 % der Haushalte waren Familienhaushalte (bestehend aus verheirateten Paaren mit oder ohne Nachkommen bzw. einem Elternteil mit Nachkomme). Die durchschnittliche Größe eines Haushalts lag bei 2,88 Personen und die durchschnittliche Familiengröße bei 3,16 Personen.
29,4 % der Bevölkerung waren jünger als 20 Jahre, 26,2 % waren 20 bis 39 Jahre alt, 30,7 % waren 40 bis 59 Jahre alt und 13,7 % waren mindestens 60 Jahre alt. Das mittlere Alter betrug 36 Jahre. 49,8 % der Bevölkerung waren männlich und 50,2 % weiblich.
Das durchschnittliche Jahreseinkommen lag bei 64.424 $, dabei lebten 8,1 % der Bevölkerung unter der Armutsgrenze.
Im Jahr 2000 war Englisch die Muttersprache von 86,52 % der Bevölkerung und Spanisch sprachen 13,48 %.